# Cờ vua trực tuyến

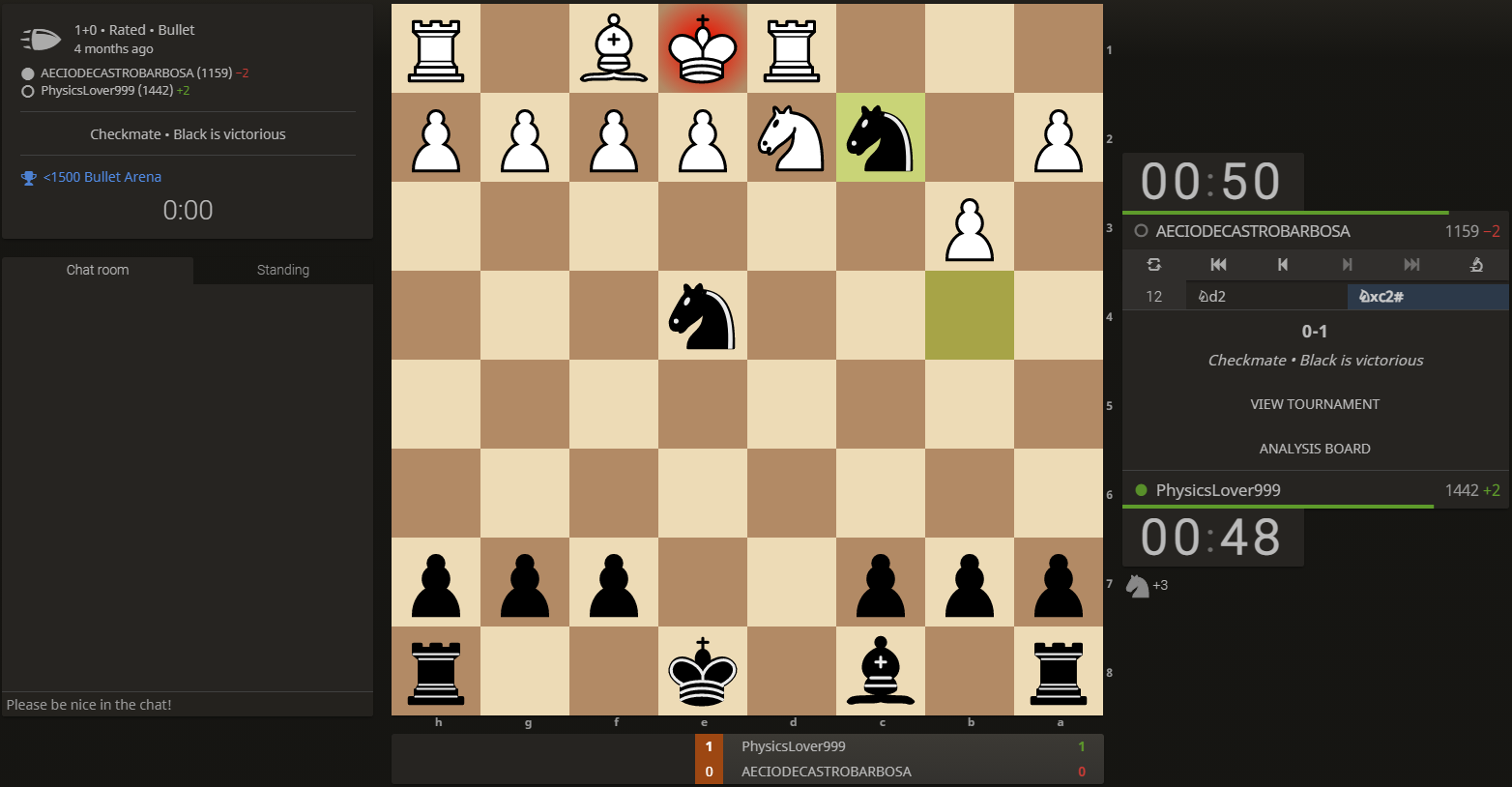
Một ván cờ trên server Lichess.

Cờ vua trực tuyến (hay cờ vua online) là cờ vua chơi trên Internet, cho phép nhiều người chơi thi đấu với nhau theo thời gian thực. Cờ vua trực tuyến chơi được thông qua máy chủ cờ vua trên Internet, máy chủ này sẽ ghép từng người chơi dựa trên xếp hạng của họ bằng cách áp dụng hệ số xếp hạng Elo hoặc các hệ số tương tự.

## Lịch sử